# Processo dei 16
Il processo dei 16, tenuto nel Tribunale del Distretto militare di San Pietroburgo dal 6 all'11 novembre 1880, è così chiamato per aver visto imputate sedici persone accusate di far parte delle organizzazioni rivoluzionarie Zemlja i Volja e Narodnaja Volja. 

## Storia
Gli imputati furono Nikolaj Buch, Aleksandr Bulič, Lejzer Cukerman, Vladimir Driga, Evgenja Figner, Marija Grjaznova, Sofija Ivanova, Aleksandr Kvjatkovskij, Ljudmir Kobyljanskij, Sergej Martynovskij, Ivan Okladskij, Andrej Presnjakov, Jakov Tichonov, Stepan Širjaev, Afanasij Zubkovskij e Aaron Zundelevič. Due di essi, Kvjatovskij e Presnjakov, furono condannati a morte, dieci ai lavori forzati, dei quali quattro a vita, e quattro all'esilio in Siberia. 

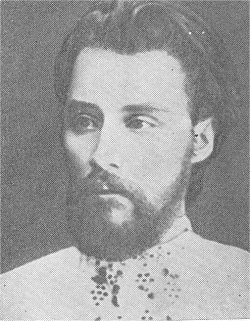
Aleksandr Kvjatkovskij

Vladimir Driga (o Drigo, 1849-?) non era certamente un rivoluzionario; era stato l'amministratore delle proprietà di Dmitrij Lizogub il quale, aderente a Zemlja i Volja, finanziava per suo tramite l'organizzazione. Arrestato nell'estate del 1879, confessò tutto, forse sperando di entrare in possesso dei beni di Lizogub, ma ne provocò soltanto la condanna a morte. Rilasciato in agosto e sottoposto a sorveglianza, fu nuovamente fermato il 22 agosto 1880 e mandato sotto processo. Sembra che la Terza Sezione, non sapendo più cosa farsene, avesse deciso di sbarazzarsi di lui. Al processo fu condannato a 15 anni di lavori forzati, ma poi la pena gli fu commutata nell'esilio a Kainsk e poi a Tjumen'.
Nikolaj Buch (1853-1934), da tempo affiliato a Zemlja i Volja, era poi passato a Narodnaja volja. Con Sofija Ivanova (1856-1927), che figurava come sua moglie, e con Marija Grjaznova (1858-1938), loro finta domestica, viveva con falsi documenti in un appartamento di Pietroburgo dove era stata organizzata una tipografia, alla quale lavoravano Abram Lubkin (1857-1880) e Lejzer Cukerman (1852-1887). Quando il 30 gennaio 1880 la polizia tentò di farvi irruzione, essi resistettero con le armi per avere il tempo di distruggere tutti i documenti compromettenti. Furono tutti arrestati, tranne Lubkin che preferì suicidarsi. Buch fu condannato a 20 anni di lavori forzati, commutati in 15. A 15 anni di lavori forzati, ma commutati nella deportazione, fu condannata anche Marija Grjaznova, mentre Sofija Ivanova ebbe 4 anni di lavori forzati e Cukerman 8 anni di carcere. Questi, dopo aver scontato 5 anni, fu esiliato in Jakuzia, dove si suicidò.
Aleksandr Bulich (1853-1884), un medico di Poltava, aveva favorito l'assassinio del principe Kropotkin, governatore di Char'kov, finanziando Afanasij Zubkovskij (1855-1921) e, dopo l'attentato, nascondendo nella propria casa Ljudmir Kobyljanski (1857-1886). Arrestato nel luglio del 1879, fu condannato a 15 anni di lavori forzati. Zubkovskij fu condannato a 20 anni, ridotti a 15. Kobyljanskij ebbe 20 anni di lavori forzati: a causa dei suoi tentativi di fuga, finì i suoi giorni nella fortezza di Šchlissel'burg. L'autore materiale dell'attentato a Kropotkin, Grigorij Gol'denberg (1855-1880), non fu del processo. Arrestato nel novembre del 1879, aveva fornito un'ampia confessione, compromettendo molti compagni di Narodnaja Volja. Pentitosi del suo tradimento, si era impiccato in carcere il 27 luglio 1880. Era stato Aaron Zundelevič (1854-1923) a dimostrare in carcere a Gol'denberg l'enormità del suo tradimento. Zundelevič aveva alle sue spalle una lunga attività cospirativa. Arrestato il 9 novembre 1879 nella Biblioteca comunale di San Pietroburgo, fu imputato di attività sovversiva e di complicità nel fallito attentato allo zar compiuto il 14 aprile 1879 da Solov'ëv. Fu condannato ai lavori forzati a vita. A Sergej Martynovskij (1859-1926), che era stato arrestato il 16 dicembre 1879, toccarono 15 anni di lavori forzati.
Aleksandr Kvjatkovskij (1852-1880) ed Evgenija Figner (1858-1931), sorella della nota Vera, erano stati arrestati nel novembre 1879 a Pietroburgo, nella casa dove vivevano illegalmente. Qui erano stati trovati degli esplosivi e una mappa del Palazzo d'Inverno. Quando, il 17 febbraio 1880, avvenne l'esplosione nel Palazzo provocata da Stepan Chalturin, si capì il loro coinvolgimento nell'attentato. Evgenija Figner fu condannata a 15 anni di lavori forzati, mentre Kvjatovskij, condannato a morte, fu impiccato il 16 novembre 1880.

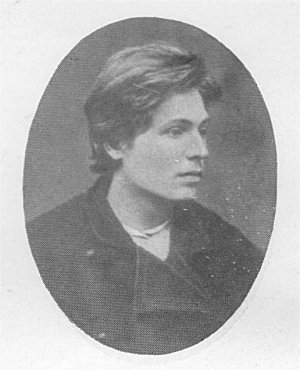
Andrej Presnjakov

Con lui salì sul patibolo della fortezza Pietro e Paolo Andrej Presnjakov (1856-1880). Nella sua casa di Pietroburgo era stata organizzata, nel 1877, la prima dimostrazione di Zemlja i Volja in piazza della Madonna di Kazan'. Aveva ucciso due confidenti della polizia, Nikolaj Šaraškin e Aleksandr Żarkov, aveva collaborato al fallito attentato sul ponte del Canale Caterina e, il 19 novembre 1879, al minamento della ferrovia ad Aleksandrovsk. Prima di essere arrestato il 6 luglio 1880, si era difeso sparando.
Anche Jakov Tichonov (1851-1883), Stepan Širjaev (1856-1881) e Ivan Okladskij (1859-1925), che avevano partecipato nel precedente novembre agli attentati alla ferrovie, furono condannati a morte, ma per loro venne, due giorni prima dell'esecuzione, la commutazione della pena nei lavori forzati a vita. Tichonov fu inviato al campo di Ust'-Kara, dove morì di tubercolosi nel 1883, Širjaev, già malato, non lasciò nemmeno la fortezza Pietro e Paolo, e vi morì l'anno dopo.
Molto diverso fu il destino di Okladskij. Collaborò subito con la polizia e fornì le informazioni necessarie per far arrestare Fridenson, Barannikov, Kolotkevič, Kletočnikov, Trigoni e Żeljabov. Gli fu cambiato il nome in Ivan Aleksandrovič Petrovskij, entrò nell'organico dell'Ochrana e fu nominato cittadino onorario della Russia. Tutto cambiò con la Rivoluzione, quando all'apertura degli archivi della polizia segreta si rivelò la sua vera identità. Arrestato, fu processato a Leningrado nel gennaio del 1925 e condannato a morte, con commutazione della pena a dieci anni di carcere, dove morì quell'anno stesso.